# Wilhelm von Jena

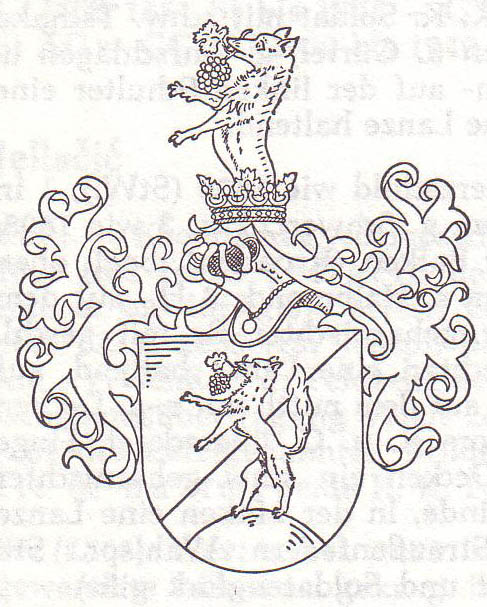
Das Wappen der Familie von Jena

Wilhelm von Jena (* 12. Juni 1797 auf Gut Cöthen (heute Ortsteil von Falkenberg), Brandenburg; † 10. März 1879 in Berlin) war Gutsbesitzer und preußischer Politiker.

## Familie
Wilhelm von Jena entstammte einem alten thüringischen Adelsgeschlecht, das mit Liber Folmarus de Gene (dem Freien Folmar von Jena) als Ministerialem der Grafen von Kirchberg erscheint, der 1145 in einer in Apolda ausgefertigten Urkunde des Erzbischofes von Mainz zu Erfurt als Zeuge (Urkundenbuch der Stadt Jena II.2) genannt ist. Weiterhin wird dieses um 1350 in Halle (Saale) erwähnte Adelsgeschlecht – siehe auch Familie von Jena –, das zu den ältesten der dortigen Pfännerschaft zählt, urkundlich erwähnt. Er war der Sohn des königlich preußischen Majors und Gutsbesitzers Karl Friedrich von Jena (1770–1838), Gutsherr auf Cöthen, Falkenberg und Dannenberg (alle heute Ortsteile der Gemeinde Falkenberg, Landkreis Märkisch-Oderland), und der Sophie Margarete Eleonore Gans Edle Herrin zu Putlitz (1778–1837).
Jena heiratete am 17. Juli 1827 auf Gut Altenhausen Wilhelmine (Willy) Gräfin von der Schulenburg (* 21. Oktober 1806 auf Gut Altenhausen; † 11. November 1880 in Berlin), die Tochter des Gutsbesitzers August Karl Jakob Graf von der Schulenburg, Gutsherr auf Altenhausen, und der Maria Luise von Kleist (Enkelin von Alexander Jacob von der Schulenburg). Die aus der Ehe stammende Tochter Hedwig (1831–1905) heiratete den Vetter Wilhelm von Jena-Nettelbeck (1826–1904). Ihre Nachfahren wiederum führten den Grundbesitz weiter.

## Leben
Jena war königlich preußischer Major, Fideikommissherr auf Cöthen und Mitglied des Preußischen Herrenhauses. Nach dem erstmals 1879 veröffentlichten Generaladressbuch der Rittergutsbesitzer in Preußen waren seine Besitzungen bestehend aus dem Rittergut Cöthen mit Vorwerk Dannenberg 2297 ha groß. Zudem gehörte ihm das nicht kreistagsfähige Gut Torgelow mit 460 ha. Beide Begüterungen lagen im Kreis Ober-Barnim.
Auf Anregung von Maria Helena Gräfin von Itzenplitz, Ehefrau des preußischen Staats- und Handelsministers Heinrich Graf von Itzenplitz (1799–1883) auf Gut Kunersdorf bei Wriezen, stellte Wilhelm von Jena ein auf dem Weg zwischen seinen Gütern Cöthen und Falkenberg gelegenes Wohnhaus „Monplaisier“ mit zwei Morgen Acker zur Verfügung, um dort das von der Gräfin gewünschte „Rettungshaus für verwahrloste Knaben“ einrichten zu lassen. Zahlreiche Gutsherren, Gemeinden und andere Spender verpflichteten sich zur Zahlung eines regelmäßigen Jahresbeitrags. So konnte am 26. Juni 1856 das „Waldhaus“, das heute von der Stephanus-Stiftung (Bad Freienwalde (Oder)) geführt wird, seiner Bestimmung übergeben werden und seine Arbeit mit zunächst zwölf Zöglingen beginnen.
Wilhelm von Jena-Cöthen wurde früh Mitglied des Johanniterordens, seit 1855 dann Rechtsritter, organisiert in der Brandenburgischen Provinzial-Genossenschaft.